# مجرم کیست؟ (فیلم ۱۹۴۵)
مجرم کیست؟ (انگلیسی: Who's Guilty?) فیلمی در ژانر معمایی است که در سال ۱۹۴۵ منتشر شد. از بازیگران آن می‌توان به تیم رایان و چارلز میدلتون اشاره کرد.